# Acrocera ashleyi
Acrocera ashleyi är en tvåvingeart som beskrevs av Barraclough 2000. Acrocera ashleyi ingår i släktet Acrocera och familjen kulflugor.
Artens utbredningsområde är Namibia. Inga underarter finns listade i Catalogue of Life.